# Grupo Colpatria
Die Grupo Colpatria ist eine kolumbianische Unternehmensgruppe, die im November 1955 in Bogotá gegründet wurde. Die fünftgrößte Finanzgruppe Kolumbiens mit Hauptsitz im Torre Colpatria, lange Zeit das höchste Gebäude in Kolumbien, ist unter anderem in den Bereichen Bankwesen, Versicherungen, Bauwesen, Infrastruktur und Bergbau tätig. Seit 2011 ist Eduardo Pacheco Cortes ihr Chairman.
Die Colpatria-Gruppe besteht im Wesentlichen aus einer Bank, einem Treuhänder, zwei Versicherungsgesellschaften (Allgemein- und Lebensversicherung), einer Kapitalisierungs- und einer Gesundheitsgesellschaft sowie Risikomanagement und einer Bau- und Immobilienfirma. Mit ihren Unternehmen ist die Gruppe Colpatria ein wichtiger Akteur in den bedeutendsten Geschäftsbereichen des Landes.
Bei dem wichtigsten Standbein der Gruppe, der Banco Colpatria S.A. mit zwei Millionen Kunden, ist sie seit 2012 mit der kanadischen Finanzinstitution Scotiabank im Bankgeschäft tätig, mit Renten in Colfondos. Scotiabank erwarb 51 % der Anteile in 2012. In der Unternehmenssparte Mineros ist die Gruppe in Ausbeutung von Goldminen mit Constructora Colpatria, vor allem auch für Wohn- und Einkaufszentren tätig.
Die Scotiabank bietet eine breite Palette von Produkten und Dienstleistungen für Unternehmen, staatliche und institutionelle Kunden in Kolumbien, verfügt über lokale Erfahrung und globale Reichweite.
Im Versicherungsgeschäft erwarb die französische Axa Gruppe, eine der größten Versicherer der Welt, seit 2014 51 % der Sparte allgemeine Versicherungen und Lebensversicherung.